# Oleria ilerdina
Espèce
Oleria ilerdina est une espèce d'insectes lépidoptères, un papillon diurne appartenant à la famille des Nymphalidae, sous-famille des Danainae, à la tribu des Ithomiini, sous-tribu des Oleriina et au genre Oleria.

## Dénomination
Oleria ilerdina a été décrit par l'entomologiste britannique William Chapman Hewitson en 1858 sous le nom initial d' Ithonia ilerdina 

## Taxinome
Sous-espèces
- Oleria ilerdina ilerdina ; présent au Pérou.
- Oleria ilerdina hermieri (Brévignon, 1993) ; présent au Surinam, en Guyana et en Guyane.
- Oleria ilerdina lerida (Kirby, 1878) ; présent en Équateur et au Brésil.
- Oleria ilerdina priscilla (Hewitson, 1858) ; présent au Brésil[2].

## Description
Oleria ilerdina est un papillon au corps fin, d'une envergure d'environ 45 mm, aux ailes transparentes.
Sur le dessus les ailes transparentes sont veinées de marron et bordées de marron et aux ailes antérieures séparées en plusieurs plages ovales par des bandes marron.
Sur le revers la bordure est orange entre deux lignes marron.

## Écologie et distribution
Oleria ilerdina est présent  en Équateur,  au Pérou, au Brésil, au Surinam, en Guyana et en Guyane.

### Protection
Pas de statut de protection particulier.